# Еремеев, Валериан Евгеньевич
Валериан Евгеньевич Еремеев (10 июля 1899, Туапсе — 15 сентября 1980, Сочи) — деятель советского шахматного движения и журналист; судья всесоюзной категории. Ответственный секретарь Всесоюзной шахматной секции (1924—1936), председатель Дальневосточной краевой шахматной организации (1937—1938), руководитель шахматной секции ЦС «Спартак» (1938—1941).
Участвовал в организации ряда всесоюзных чемпионатов, 3 московских международных турниров (1925, 1935 и 1936).
Вёл шахматные отделы в газетах «Комсомольская правда» (1926—1936) и «Правда» (1928—1933). С 1961 жил с Сочи; шахматный обозреватель Сочинской студии радио и телевидения (1961—1980).
Автор ряда статей под общим названием «Шахматная летопись» в рижском журнале «Шахматы» (1977—1979), в которых освещал советское шахматное движение в 1920—1941.

## Книги
- Спутник шахматиста. — Л. — М., [1932] (соавтор).
- Первые шаги. — М., 1968.